# Řepiště
Řepiště (in polacco Rzepiszcze, in tedesco Repischt) è un comune della Repubblica Ceca facente parte del distretto di Frýdek-Místek, nella regione della Moravia-Slesia.